# Maria Arndt
Maria Arndt, po mężu Staworzyńska i Blank (ur. 29 października 1929 w Łanach, zm. 6 kwietnia 2000 w Warszawie) – polska lekkoatletka, pracownik handlu zagranicznego, sędzia sportowy. Olimpijka z Helsinek.

## Życiorys
Ukończyła Szkołę Główną Planowania i Statystyki w Warszawie. W latach 1951–1954 reprezentowała barwy klubu Spójnia Warszawa.
Była działaczem Komisji Zagranicznej PZLA.
Uczestniczka Letnich Igrzyskach Olimpijskich w Helsinkach w biegu na 200 metrów oraz w sztafecie 4 × 100 metrów (w obu konkurencjach odpadła w eliminacjach).

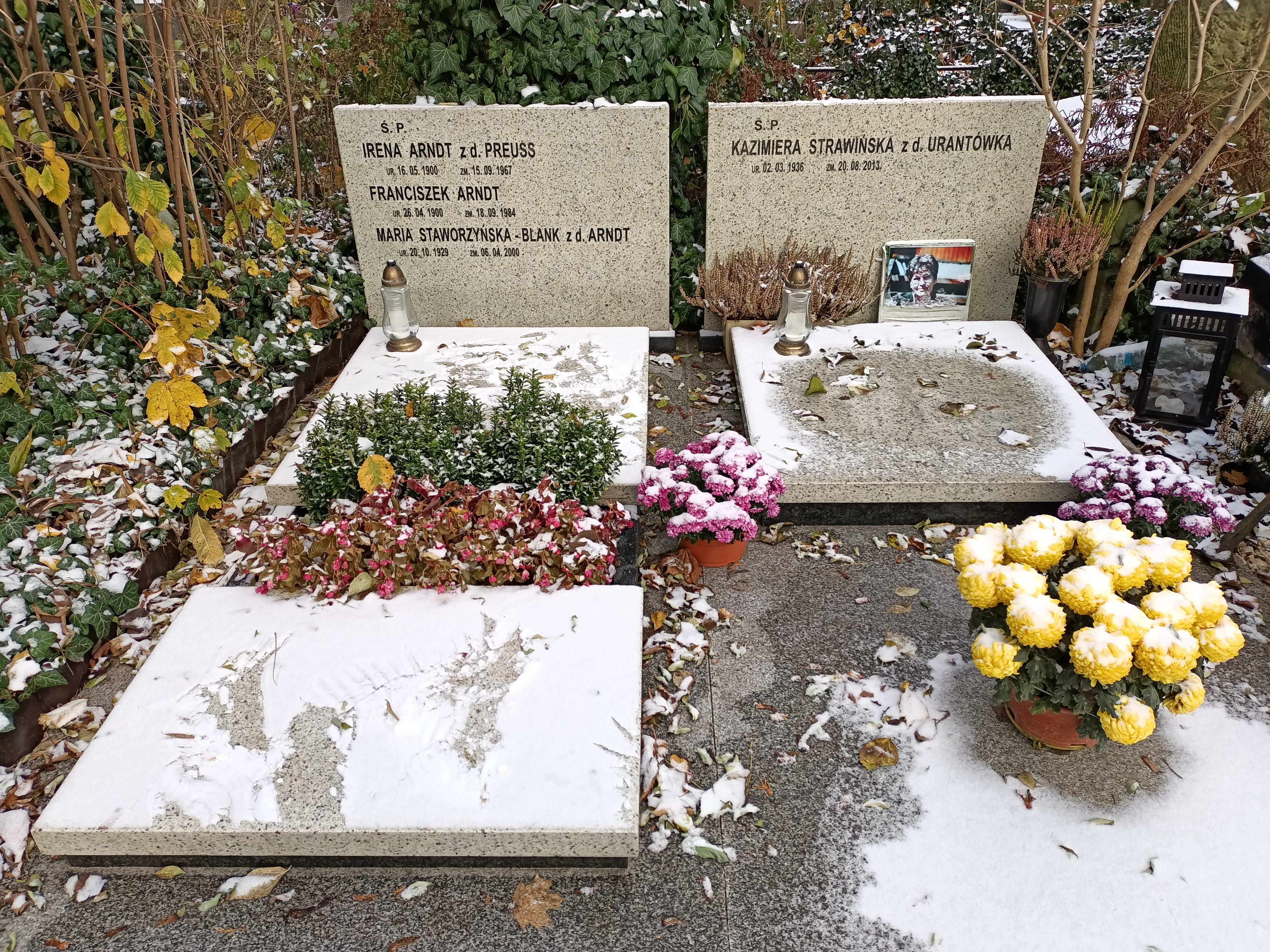
Grób Marii Staworzyńskiej-Blank z domu Arndt na Cmentarzu ewangelicko-augsburskim w Warszawie.

Pochowana na cmentarzu ewangelicko-augsburskim w Warszawie (aleja 62, grób 84a).

## Osiągnięcia
- 1954 – mistrzyni Polski w sztafecie 4 × 100 metrów[1]
- 1954 – wicemistrzyni Polski w skok wzwyż[1]
- 1954 – wicemistrzyni Polski w 3-boju[1]
- 1954 – wicemistrzyni Polski w 5-boju[1]
- 1953 – brązowa medalistka mistrzostw Polski w 5-boju[1]
- 1954 – halowa mistrzyni Polski w skoku wzwyż[1]
- dwukrotna reprezentantka Polski w meczach międzypaństwowych[1]
- trzykrotna rekordzistka Polski (dwa rekordy w sztafecie 4 × 100 metrów – 48,1 w 1952 oraz 47,8 w 1954[3], jeden w sztafecie 4 × 200 metrów – 1:43,8 w 1952[1])

## Rekordy życiowe
- bieg na 100 metrów – 12,3 (1952)
- bieg na 200 metrów – 25,6 (1954)
- bieg na 80 metrów przez płotki – 11,8 (1954)
- skok w dal – 5,25 (1954)
- skok wzwyż – 1,50 (1954)